# Thwaitesia turbinata
Thwaitesia turbinata är en spindelart som beskrevs av Simon 1903. Thwaitesia turbinata ingår i släktet Thwaitesia och familjen klotspindlar.
Artens utbredningsområde är Sierra Leone. Inga underarter finns listade i Catalogue of Life.